# Tédèlou
Der Tédèlou ist ein kleiner Fluss in Frankreich, der im Département Haute-Garonne in der Region Okzitanien verläuft. Er entspringt unter dem Namen Ruisseau d’Albarède beim Weiler Privès, im nordwestlichen Gemeindegebiet von Calmont, entwässert generell in nordwestlicher Richtung durch die Landschaft Lauragais und mündet nach rund 19 Kilometern an der Gemeindegrenze von Venerque und Grépiac als linker Nebenfluss in die Hyse.

## Orte am Fluss
(Reihenfolge in Fließrichtung)
- l’Albarde, Gemeinde Calmont
- Aignes
- Mauvaisin
- Viscomté, Gemeinde Auterive
- Auragne
- Labruyère-Dorsa
- Roqueville, Gemeinde Issus
- la Martine, Gemeinde Grépiac